# Olszyniec (stacja kolejowa)
Olszyniec – zlikwidowana i zamknięta w 1954 roku stacja kolejowa w Olszyńcu, w gminie Żary, w powiecie żarskim, w województwie lubuskim. Położona jest przy linii kolejowej z Wrocławia Muchoboru do Guben. Została oddana do użytku w 1875 roku.